# Kreisgericht Altenkirchen
Das Kreisgericht Altenkirchen war ein preußisches Kreisgericht mit Sitz in Altenkirchen.

## Vorgeschichte
Im Wiener Kongress wurden 1816 umfangreiche Gebietstausche mit Preußen vereinbart. Am 31. Mai 1815 trat Oranien die Erblande an Preußen ab. Diese und die Niedergrafschaft Katzenelnbogen wurden an das Herzogtum Nassau abgegeben, der größte Teil des Regierungsbezirks Ehrenbreitstein und kleinere andere Gebiete an Preußen abgegeben.
In Preußen wurde der Justizsenat Ehrenbreitstein mit Kabinettsorder vom 4. Mai 1820 zum Obergericht für den rechtsrheinische Teil des Regierungsbezirk Koblenz in der Rheinprovinz bestimmt. Es war nun in zweiter Instanz für eine Vielzahl von staatlichen und Patrimonialgerichten zuständig. Ihm unterstanden das Stadtgericht Wetzlar und sieben staatliche Justizämter. Weiterhin bestanden im Gerichtsbezirk drei fürstlich Solms’sche, zwei fürstlich Neuwied’sche, drei fürstlich Wied-Runkel’sche und ein fürstlich Hatzfeld’sches Patrimonialgerichte ersten Instanz. Ab 1828 bestand mit der Fürstlich Solms-Braunfels’schen Regierung für die Solms’schen Ämter auch ein Patrimonialgericht zweiter Instanz. Als solches war es dem Berliner Obertribunal unterstellt.

## Geschichte
Nach der Märzrevolution wurde 1849 in Altenkirchen das Kreisgericht Altenkirchen gebildet. Es war (gemeinsam mit dem Kreisgericht Wetzlar und dem Kreisgericht Neuwied) dem Justizsenat Ehrenbreitstein untergeordnet. Neuwied war Sitz des Schwurgerichtes Neuwied, das für alle drei Kreisgerichte zuständig war.
Dem Kreisgericht Altenkirchen waren zusätzlich folgende Gerichtskommissionen untergeordnet:
| Gericht                       | Sitz         |
| ----------------------------- | ------------ |
| Kreisgericht Altenkirchen     | Altenkirchen |
| Gerichtskommission Friedewald | Friedewald   |
| Gerichtskommission Kirchen    | Kirchen      |

Mit dem am 1. Oktober 1879 in Kraft getretenen Deutschen Gerichtsverfassungsgesetz vom 27. Januar 1877 wurde das bestehende Kreisgericht Altenkirchen aufgehoben und das Amtsgericht Altenkirchen sowie das Landgericht Neuwied geschaffen.